# Chaenorhinum huber-morathii
Chaenorhinum huber-morathii là một loài thực vật có hoa trong họ Mã đề. Loài này được Peter Hadland Davis mô tả khoa học đầu tiên năm 1978.

## Phân bố
Loài này có tại miền đông Thổ Nhĩ Kỳ.